# Пыжевский сельсовет
Пыжевский сельсовет — упразднённая административно-территориальная единица, существовавшая на территории Рязанской губернии и Московской области до 1939 года.
Пыжевский сельсовет был образован в первые годы советской власти. В конце 1920-х годов он входил в состав Зарайской волости Зарайского уезда Рязанской губернии.
В 1929 году Пыжевский с/с был отнесён к Зарайскому району Коломенского округа Московской области.
17 июля 1939 года Пыжевский с/с был упразднён. При этом селение Пыжово отошло Каринскому с/с, селение Карандеево — Зименковскому с/с, а селение Панкино — Кобыльскому с/с.